# Jiří Stodůlka
Jiří Stodůlka   (Valašské Meziříčí, 3 de novembre de 1948) és un expilot d'enduro i motocròs txec. Dins la primera modalitat, fou guanyador de dos Campionats d'Europa en la categoria de 250 cc i, com a membre de l'equip de Txecoslovàquia, del Trofeu als ISDE en tres ocasions; com a pilot de motocròs, aconseguí dos Campionats de Txecoslovàquia i bons resultats al Campionat del Món durant diverses temporades.

## Resum biogràfic
Stodůlka va néixer a una família molt aficionada al motociclisme. Els seus germans i cosins, deu anys més grans, hi competien. A nou anys va començar a conduir motos i des dels catorze va prendre part en curses juvenils. Mentrestant, es formava com a manyà i es graduà en l'escola secundària. A setze anys, va guanyar una cursa de 175cc amb la llicència del seu germà, ja que fins als disset no hi podria haver participat. En ser descobert, va ser amonestat i va haver d'esperar a tenir l'edat per a tornar a competir. Tot i així, els entrenadors del club de motocròs Dukla s'hi varen fixar i el varen fer entrar a l'entitat. Durant anys, va anar passant per diverses filials del club, des del Dukla Olomouc al Dukla Praha fins a arribar al Dukla Mošnov, on acabà treballant, un cop retirat, com a cap i formador.
Un dels seus primers èxits fou la victòria al campionat d'hivern de motocròs txecoslovac en la cilindrada dels 250cc. El 1968, a vint anys, va guanyar el campionat de Txecoslovàquia de la mateixa cilindrada, un rècord en aquell moment per la seva joventut. Aquest èxit li valgué poder participar en el Campionat del Món de 250cc d'aquell any, on va debutar prenent part al Gran Premi de Bèlgica sense gaire èxit. Al Gran Premi de Txecoslovàquia celebrat a Holice, però, fou cinquè (el millor txec) i va obtenir els seus primers punts al mundial. L'any següent, 1969, aconseguí la seva millor classificació en un mundial de motocròs en quedar quart a la categoria dels 250cc. Durant aquella època era un dels pilots d'aquesta disciplina més reconeguts al món, i el mateix 1969 va rebre una oferta per a quedar-se a córrer als EUA, en uns moments en què el motocròs s'hi començava a introduir. Stodůlka, però, va rebutjar l'oferiment perquè s'estimava més seguir vivint al seu país.
El 1971, canvià a la categoria dels 500cc i el 1972 hi aconseguí el seu millor resultat en quedar-hi sisè. Aquell mateix any, guanyà el campionat de Txecoslovàquia de la mateixa cilindrada. El 1973 va començar al seu país guanyant-hi de nou el campionat d'hivern i més tard, ja al mundial, va guanyar el Gran Premi d'Àustria i va aconseguir algun altre bon resultat, però un cop acabada la temporada, en veure que les motocicletes japoneses dominaven el mundial de forma clara i que les seves ČZ havien quedat molt desfasades, Stodůlka va decidir de posar punt final a la seva carrera en el motocròs. A partir de 1974, doncs, va competir en enduro, modalitat on les txeques Jawa eren encara unes de les motocicletes més competitives. Fou en aquesta disciplina on aconseguí els seus principals èxits, amb un total de dos campionats d'Europa i tres victòries per equips als ISDE.
El 1980, Jiří Stodůlka va retirar-se definitivament de les competicions i va començar treballar com a formador al Dukla Mošnov. Entre el 1983 i el 1987 va seguir participant esporàdicament en competicions a Alemanya, França i Itàlia, en companyia d'altres pilots txecoslovacs com ara Jaroslav Falta i Miroslav Novacek. El 1988 va provar sort al Ral·li Incas Perú, però hagué d'abandonar per avaria mecànica.
Durant anys, Stodůlka ha seguit participant en el Campionat d'Europa i el Campionat del Món per a veterans. El 2013 seguia residint al seu poble natal, Valašské Meziříčí.

## Palmarès

### Enduro
- 2 Campionats d'Europa en 250 cc (1974 i 1976)
- 3 victòries al Trofeu dels ISDE amb l'equip estatal (1974, 1977-1978)

### Motocròs
Font:
- 1 Campionat de Txecoslovàquia de 250cc (1968)
- 1 Campionat de Txecoslovàquia de 500cc (1972)
- 1 Copa de l'Avenir (1969)
- 1 Victòria en Gran Premi (1973, 500cc)

Palmarès al Campionat del Món
| Any  | Motocicleta | 500 cc | 250 cc |
| ---- | ----------- | ------ | ------ |
| 1968 | ČZ          | -      | 19è    |
| 1969 | ČZ          | -      | 4t     |
| 1970 | ČZ          | -      | 9è     |
| 1971 | ČZ          | 10è    | -      |
| 1972 | ČZ          | 6è     | -      |
| 1973 | ČZ          | 7è     | -      |